# Acacia paraneura
Acacia paraneura — вид квіткових рослин з родини бобових. Ареал: Австралія (Північна територія, Західна Австралія, Південна Австралія, Квінсленд).

## Середовище
Рослина росте в різноманітних середовищах по всій Австралії, хоча в Західній Австралії воно набагато обмеженіше й росте лише на піщаних або глинистих ґрунтах і часто зустрічається на кам'янистих рівнинах і в глиняних ґрунтах у дренажних лініях і навколо них або на алювіальних або кам'янистих до твердих рівнинах, де росте на глинистих або важких суглинкових ґрунтах як частина низьких лісистих угруповань.

## Біоморфологічна характеристика
Дерево має різноманітні особливості росту по всій Австралії, хоча в Західній Австралії воно зазвичай досягає висоти від 3 до 10 метрів. Може мати один або багато головних стовбурів від основи та відкриті або гострі крони. Стебла і гілки мають сіру кору, яка поздовжньо тріщиниста на стовбурі. Прямі або неглибоко зігнуті філодії мають тьмяно-зелений або сіро-зелений колір. Філодії мають довжину від 6 до 23 сантиметрів і ширину від 0,8 до 1,2 міліметра. Прості суцвіття нагадують золоті колоски завдовжки від 10 до 30 мм. Стручки плоскі від довгастої до вузьковидовженої форми, у довжину від 2 до 9 см і вшир від 7 до 17 мм. Блискуче коричневе еліпсоїдне або яйцювате насіння має довжину від 4 до 7 мм і ширину вдвічі менше. По всій Австралії вид цвіте в різний час, хоча в Західній Австралії він цвіте з червня по вересень, утворюючи жовті квіти, хоча також відомо, що він цвіте після значних опадів.